# Västernorrland

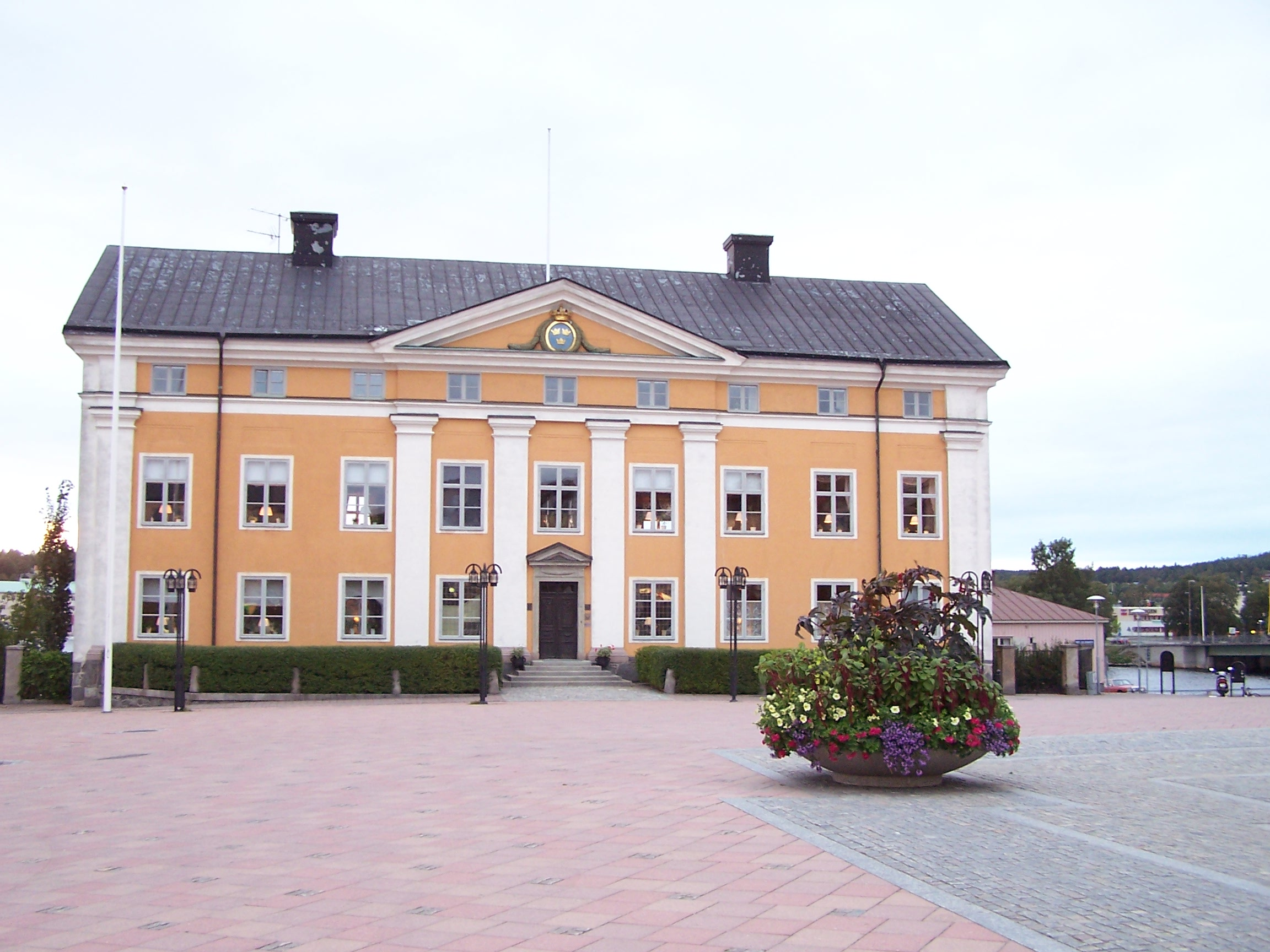
Rezydencja landshövdinga regionu administracyjnego Västernorrland w Härnösand

Västernorrland (szw. Västernorrlands län) – jeden ze szwedzkich regionów administracyjnych (län). Siedzibą władz regionu (residensstad) jest Härnösand.

## Geografia
Region administracyjny Västernorrland położony jest we wschodniej części środkowego Norrland i obejmuje całą krainę historyczną (landskap) Medelpad i większą część Ångermanland oraz małe skrawki Hälsingland i Jämtland.
Graniczy z regionami administracyjnymi Gävleborg, Jämtland i Västerbotten oraz od strony wschodniej z wodami Zatoki Botnickiej.

## Gminy i miejscowości

### Gminy
Region administracyjny Västernorrland podzielony jest na 7 gmin:
| - Ånge (9 480) - Härnösand (24 960) - Kramfors (18 353) - Örnsköldsvik (55 457) - Sollefteå (19 874) - Sundsvall (97 572) - Timrå (18 058) |

Uwagi: W nawiasie liczba mieszkańców; stan na dzień 30 czerwca 2015 r.

### Miejscowości
Lista 10 największych miejscowości (tätort-er) regionu administracyjnego Västernorrland (2010):
| #  | Miejscowość  | Gmina        | Liczba mieszkańców (2010) |
| -- | ------------ | ------------ | ------------------------- |
| 1  | Sundsvall    | Sundsvall    | 50 712                    |
| 2  | Örnsköldsvik | Örnsköldsvik | 28 991                    |
| 3  | Härnösand    | Härnösand    | 17 556                    |
| 4  | Timrå        | Timrå        | 10 443                    |
| 5  | Sollefteå    | Sollefteå    | 8 562                     |
| 6  | Kramfors     | Kramfors     | 5 990                     |
| 7  | Vi           | Sundsvall    | 4 997                     |
| 8  | Matfors      | Sundsvall    | 3 201                     |
| 9  | Ånge         | Ånge         | 2 872                     |
| 10 | Johannedal   | Sundsvall    | 2 754                     |